# Leonardo Hernández
Leonardo Hernández fue un político peruano. 
En 1884 formó parte de la Asamblea Constituyente convocada por el presidente Miguel Iglesias luego de la firma del Tratado de Ancón que puso fin a la Guerra del Pacífico. Esta asamblea no sólo ratificó dicho tratado sino también ratificó como presidente provisional a Miguel Iglesias, lo que condujo a la Guerra civil peruana de 1884-1885.